# جوزيف فالنتين بوسينيسق
جوزيف فالنتين بوسينيسق (بالفرنسية: Joseph Boussinesq)‏ (13 مارس 1842 - 19 فبراير 1929) عالم رياضيات وفيزيائي فرنسي، له العديد من الإسهامات المؤثرة في النظرية الهيدروناميكا والاهتزاز، والضوء، والحرارة.

## السيرة الذاتية
حصل جوزيف على العديد من المناصب ففي الفترة ما بين عام 1872 و عام 1886، كان جوزيف أستاذا في كلية العلوم بجامعة ليل، و محاضرا في حساب التفاضل والتكامل في معهد دو نورد الصناعي.

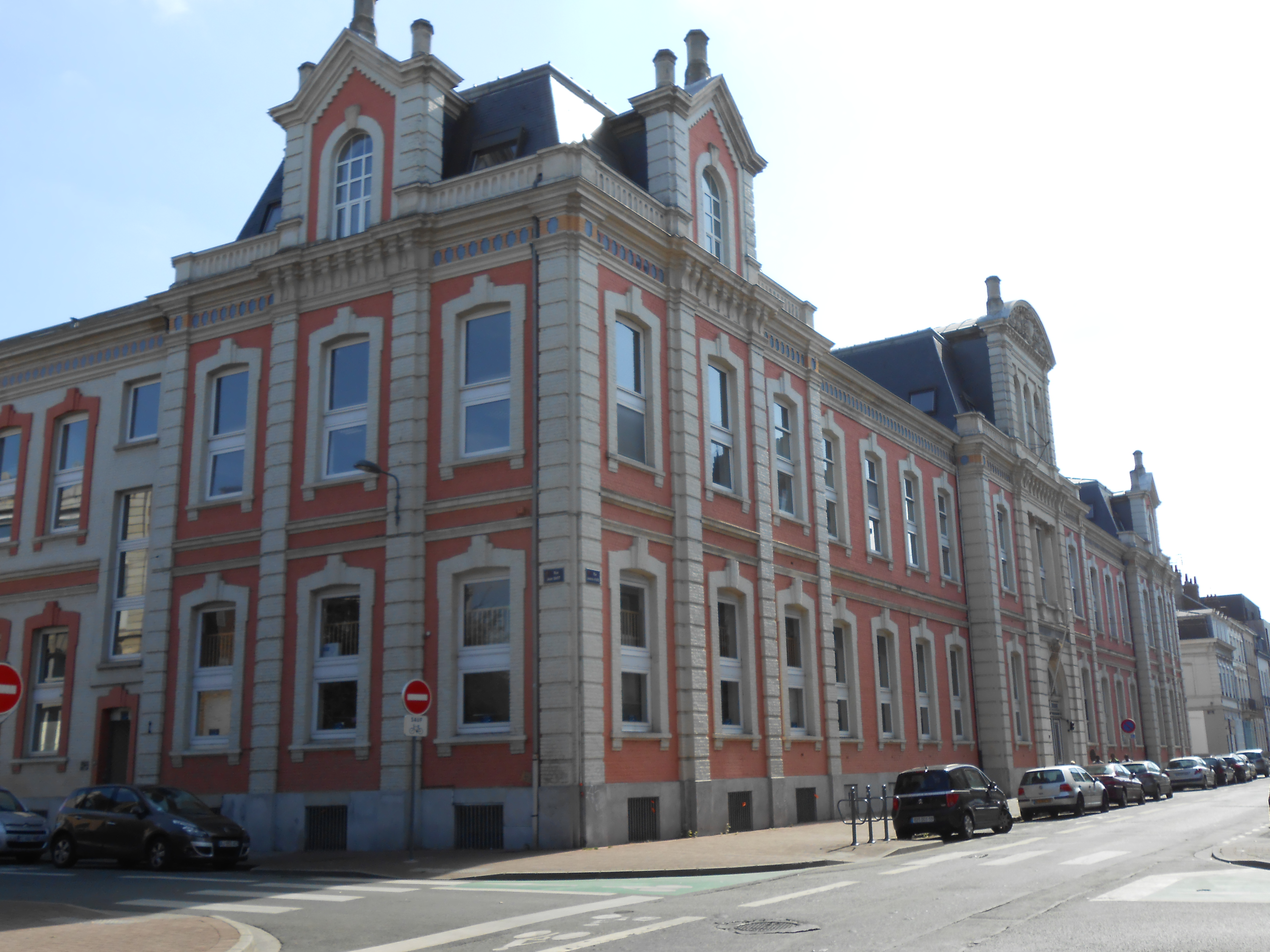
معهد دو نورد الصناعي منذ عام 1975 إلى عام 1968.

أصبح جوزيف في عام 1896 أستاذا للميكانيكا في كلية العلوم بباريس وظل في هذا المنصب حتى تقاعده عام 1918.

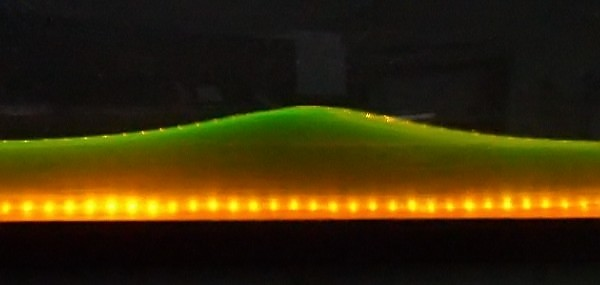
موجة منعزلة هيدروديناميكية(السوليتون).

أوضحت تجارب جون سكوت راسل المعملية عن السوليتون في عام 1834، وذكرها في عام 1844 في اجتماع الرابطة البريطانية لتقدم العلوم. تم تطوير هذه النظرية فيما بعد لتصبح أساسا لفيزياء السوليتون ( الموجة المنعزلة ) الحديثة. 

في عام 1871، نشر جوزيف بوسينيسق أول نظرية رياضية لدعم ملاحظة راسل المعملية، وفي عام 1877 دخلت في معادلة KdV. كما نشر اللورد جون ويليام ستروت رايليغ أيضا نظريته الرياضية لدعم ملاحظة راسل في عام 1876. وذكر في نهاية ورقته ان نظرية بوسينيسق قد جاءت قبل نظريته.
في عام 1897 نشر ورق بحثية بعنوان «نظرية تدفق السوائل والدوامات» والتي تعتبر من أهم الأوراق البحثية في دراسة الاضطرابات والهيدروناميكا.

## الكتب
- Théorie de l'écoulement tourbillonnant et tumultueux des liquides dans les lits rectilignes a grande section (vol.1) (Gauthier-Villars, 1897)
- Cours d'analyse infinitésimale à l'usage des personnes qui étudient cette science en vue de ses applications mécaniques et physiques Tome 1, Fascicule 1 (Gauthier-Villars et fils, 1887-1890)
- Cours d'analyse infinitésimale à l'usage des personnes qui étudient cette science en vue de ses applications mécaniques et physiques Tome 1, Fascicule 2 (Gauthier-Villars et fils, 1887-1890)
- Cours d'analyse infinitésimale à l'usage des personnes qui étudient cette science en vue de ses applications mécaniques et physiques Tome 2, Fascicule 1 (Gauthier-Villars et fils, 1887-1890)
- Cours d'analyse infinitésimale à l'usage des personnes qui étudient cette science en vue de ses applications mécaniques et physiques Tome 2, Fascicule 2 (Gauthier-Villars et fils, 1887-1890)
- Théorie analytique de la chaleur Volume 1 (Gauthier-Villars, 1901-1903)
- Théorie analytique de la chaleur Volume 2 (Gauthier-Villars, 1901-1903)
- Leçons synthétiques de mécanique générale servant d'introduction au cours de mécanique physique de la Faculté des sciences de Paris  (Gauthier-Villars, 1889)
- Application des potentiels à l'étude de l'équilibre et du mouvement des solides élastiques (Gauthier-Villars,1885)

## وصلات خارجية
- جوزيف فالنتين بوسينيسق على موقع الموسوعة البريطانية (الإنجليزية)
- Solitons & Nonlinear Wave Equations